# Leopold Stokowski
Leopold Anthony Stokowski, född 18 april 1882 i London, död 13 september 1977 i Nether Wallop, Hampshire, var en brittisk-amerikansk dirigent av polsk-irländsk härkomst.

## Biografi
Stokowski studerade vid Royal College of Music i London samt i Oxford, Berlin, München och Paris. Han flyttade till USA 1905, och arbetade först som organist och körledare i  St. Bartholomew's Church på Manhattan. År 1909 blev han utnämnd till dirigent för Cincinnati Symphony Orchestra där han verkade i tre år. Samma år som han slutade där, 1912, blev han utnämnd till dirigent för Philadelphia Orchestra, på den tiden en av USA:s "Big five" symfoniorkestrar. Där var han verksam fram till 1941, från 1936 i samarbete med sin assisterande dirigent, Eugène Ormándy. Efter detta var han i huvudsak verksam som frilansande dirigent. Han grundade New York City Symphony Orchestra och The American Symphony Orchestra.
Stokowski har blivit känd för sina uppträdanden i filmer tillsammans med sin orkester. I synnerhet blev han förknippad med Walt Disneys film Fantasia. Som pionjär för inspelad musik arrangerade han ett antal verk av bland andra Bach och Wagner, där han tog sig stora konstnärliga friheter. En viktig gärning hos Stokowski var att popularisera klassisk musik hos nya grupper av lyssnare. En annan viktig gärning var att lansera modern klassisk musik. Han samarbetade med många av samtidens kompositörer och uruppförde ett stort antal verk, till exempel av Arnold Schönberg, Charles Ives och Andrzej Panufnik. 
Stokowski levde ett slags jetset-liv som amerikansk celebritet. Han älskade sensationer och drog sig inte för att till exempel i samband med en barnkonsert med Saint-Saëns Djurens karneval (Carnival des Animaux) leda in tre levande elefanter, en åsna, tre hästar och en kamel. Han lade sig till med en slavisk accent, trots att han som född och uppvuxen i London talade ren engelska. Han fortsatte att göra skivinspelningar och gästframträdanden högt uppe i åren. Den sista konserten gavs i Vence, den 23 juli 1975, när Stokowski var 93 år. Den sista skivinspelningen (Bizet: Symfoni C-dur) gjordes i maj-juni 1977, bara några månader innan Stokowski dog, tillsammans med National Philharmonic Orchestra, en orkester knuten till RCA Records.